# Свештеномученик Еладије
Свештеномученик Еладије (грч. Ελλαδιος) је светитељ и свештеномученик (свештеник који је мученички пострадао) из 4. века.
О његовом животу се мало зна. Помиње се као епископ који је одбио да одбаци своју хришћанску веру; и да је због тога био мучен, бачен у ватру, али је чудом преживео; затим је сурово претучен на смрт. Помиње се да га је сам Исус Христос посетио док је био у затвору и исцелио му ране, и да је умро током персијске инвазије на Источно римско царство у 4. веку нове ере.
Православна црква прославља свештеномученика Еладија 28. маја.